# Curling alla XXXI Universiade invernale
I tornei di curling della XXXI Universiade invernale si sono svolti dal 13 al 21 gennaio 2023 al Saranac Lake Civic Center.

## Podi

### Uomini
| Evento          | Oro           | Argento     | Bronzo |
| Torneo maschile | Gran Bretagna | Stati Uniti | Canada |

### Donne
| Evento           | Oro  | Argento       | Bronzo      |
| Torneo femminile | Cina | Corea del Sud | Stati Uniti |

## Medagliere
| Pos.   | Paese         | Oro | Argento | Bronzo | Totale |
| ------ | ------------- | --- | ------- | ------ | ------ |
| 1      | Cina          | 1   | 0       | 0      | 1      |
| 1      | Gran Bretagna | 1   | 0       | 0      | 1      |
| 3      | Stati Uniti   | 0   | 1       | 1      | 2      |
| 4      | Corea del Sud | 0   | 1       | 0      | 1      |
| 5      | Canada        | 0   | 0       | 1      | 1      |
| Totale | Totale        | 2   | 2       | 2      | 6      |